# Downtown Paraíso
Downtown Paraíso es una novela escrita por el hondureño Julio Escoto y publicada en 2018 bajo su propio sello editorial, Centro Editorial. Es la secuela de la novela publicada en 1993, Rey del albor, Madrugada.

## Argumento
El doctor Quentin Jones regresa a Honduras luego de diez años. Lo que ocurre a partir del regreso del doctor Jones es completamente impredecible. En su camino es secuestrado en San Salvador, pero posteriormente es liberado. Al volver a San Pedro Sula, sus antiguos enemigos envían sicarios a por él, pero es hospedado por un adinerado árabe-descendiente que decide ayudarlo. Jones va descifrando el oscuro secreto detrás del lavado de activos en la ciudad, y cómo esto se relaciona con grandes personalidades militares y políticos. Un pacto malvado entre empresarios y narcotraficantes.

## Reconocimientos
Una versión temprana de la novela fue elegida para participar por el Premio Iberoamericano Planeta-Casa de América de la Biblioteca Nacional de Chile en 2011, representando a México. Pero no resultó ganador.